# Calle de Silio Itálico
La calle de Silio Itálico es una vía pública de la ciudad española de Sagunto.

## Descripción
La vía discurre desde la calle de José Lerma hasta la del Acueducto. Se llamó «calle del Petillo», pero con el título actual honra al poeta latino Silio Itálico, que escribió sobre la toma de Sagunto en la segunda guerra púnica. Aparece descrita en el Nomenclator de las calles, plazas y puertas antiguas y modernas de la ciudad de Sagunto (1901) de Antonio Chabret y Fraga con las siguientes palabras:

Silio Itálico (calle de). Empieza en la de Gilet y desemboca en la del Acueducto. Durante el siglo pasado se llamaba calle del Petillo, y se le cambió el que actualmente lleva, para honrar la memoria del insigne poeta latino que cantó en hermosos versos, las grandezas de la antigua Sagunto.
(Chabret y Fraga, 1901, p. 89)